# والدمار هافکین
والدمار مُردخای ولف هافکین (به اوکراینی: Володимир Мордехай-Вольф Хавкін)؛ (زادهٔ ۱۵ مارس ۱۸۶۰ در اودسا – درگذشتهٔ ۲۶ اکتبر ۱۹۳۰ در لوزان) دانشمند در زمینه میکروبیولوژی اهل اوکراین بود.

## واکسن وبا
والدمار هافکین در سال ۱۸۷۹ هنگامی که عضو نیروی مقاومت محلی بود، در میانهٔ عملیات تخریب یک خانه یهودی، با سربازان امپراتوری روسیه درگیر شد. او کتک خورد و دستگیر شد؛ ولی بعد آزاد شد.
والدمار هافکین در سال ۱۸۸۴ در رشتهٔ جانورشناسی از دانشگاه اودسا فارغ‌التحصیل شد. اما به دلیل یهودی بودن، نتوانست استاد دانشگاه شود. در سال ۱۸۸۸ امپراتوری روسیه را ترک کرد و برای مدت کوتاهی در ژنو مشغول تدریس شد. سپس به پاریس رفت و به عنوان دستیار کتابدار در انستیتو پاستور آغاز به کار کرد. هافکین ساعات پس از کار خود را به نواختن ویولن یا کار در آزمایشگاه میکروب‌شناسی می‌گذراند. او با دنبال کردن کارهای لویی پاستور و جنر دریافت که با ۳۹ بار گذراندن باسیل وبا از حفرهٔ صفاقی خوکچه هندی می‌تواند یک محیط کشت تقویت شده درست کند و بعد باسیل‌های وبا را با گرما ضعیف کند. او دریافت که تزریق باکتری ضعیف و سپس باکتری قوی، خوکچه‌های هندی را نسبت به وبا مصون می‌کند. این کاربرد ویروس ضعیف شده، پایهٔ ساخت واکسن بود. او با آزمایش باکتری ضعیف شده روی خوکچهٔ هندی، خرگوش، و کبوتر به همان نتیجه رسید که. والدمار هافکین در ۱۸ ژوئیه ۱۸۹۲ باکتری ضعیف شده را به خود تزریق کرد. او چند روز تب کرد، ولی کاملاً بهبود پیدا کرد. پس از آن اینکار را روی سه نفر از دوستان روس خود انجام داد و همگی علائم همانندی نشان دادند.
هنگامی‌که در سال ۱۸۹۳ سفیر آن هنگام بریتانیا در پاریس و نایب السلطنه پیشین هند از کار هافکین آگاه شد و به او پیشنهاد کرد به بنگال برود. هافکین نخستین‌بار در ۱۸۹۳ به هند رفت. اما آزمایش واکسن وبا به مشکل خورد؛ زیرا نخستین واکسن وبای او نیاز به دو نوبت تزریق با فاصله یک هفته‌ای داشت و پیدا کردن افراد برای تزریق دوم، دشوار بود. همچنین پیدا کردن کانون عفون کار سختی بود. اما مبتلا نشدن کسانی که کامل واکسن زده بودند نشان از کارامدی واکسن داشت.
والدمار هافکین در بهار ۱۸۹۴ برای بار دوم به هند و شهر کلکته در ایالت بنگال رفت و چون فصل بهار بود وبا در این شهر بیداد می‌کرد. اما از همان آغاز ورود، مردم هند و برخی نهادهای پزشکی به او سوءظن داشتند. زیر هافکین نه پزشک بلکه جانورشناس روس یهودی بود و در آن هنگام، میکروب‌شناسی مبحثی پرمناقشه در جهان بود. از سوی دیگر، برنامه‌های پزشکی دستوری دولت بریتانیا مردم هند را بی‌اعتماد کرده و برای بسیاری، واکسیناسیون چیزی ناشناخته بود. حل هافکین برای جلب اعتماد، با پزشکان و دستیاران هندی کار کرد و برای اثبات بی‌خطر بودن واکسن، در برابر همگان به خودش واکسن زد. اینکار مؤثر بود و مردم برای واکسن زدن، صف کشیدند. صاحبان مزارع چای در آسام از او دعوت کردند برای واکسینه کردن کارگرانشان به آنجا برود. هافکین کارآزمایی‌های گسترده‌ای را روی کارگران مزرعه انجام داد؛ ولی در پاییز ۱۸۹۵ به مالاریا مبتلا شد و مجبور شد برای بهبود به بریتانیا برود. او تا آن پیش از ترک هند، به نزدیک به ۴۲ هزار نفر واکسن وبا زده بود.
هنگامی‌که هافکین در سال ۱۸۹۶ به هند بازگشت تلاش کرد که علاوه بر مصونیت در برابر ابتلا به وبا از مرگ بیماران نیز بکاهد، تصمیم داشت یک فرمول دووجهی را که برای رفع این نقص آماده کرده بود آزمایش کند؛ ولی در بمبئی مشکل فوری‌تری به‌وجود آمد که هافکین را برای همیشه از وبا دور کرد.

## طاعون
سومین همه‌گیری جهانی طاعون در سال ۱۸۹۴ از یون‌نان چین آغاز شد. این بیماری از طریق هنگ کنگ به بمبئی رسید. نخستین مورد طاعون در بمبئی در سپتامبر ۱۸۹۶ در یک اسکله این شهر پیدا شد. اما دولت بریتانیا به دلیل اهمیت تجاری این بندر، در آغاز تلاش کرد شدت همه‌گیری را کم‌اهمیت جلوه دهد. هافکین در تلاش بود که برای مبارزه با طاعون کاری کند اما نظام بهداشتی وقت نظریات اورا نپذیرفت. بیماری به سرعت در زاغه‌های پرجمعیت بمبئی پخش شد.

## آقاخان و هافکین
آقاخان سوم امام اسماعیلیان جهان در آن زمان در بمبئی زندگی می‌کرد و شخصی بود آگاه از دانش مدرن. او شخصاً با هافکین صحبت کرده و متعهد شد که از برنامه‌های هافکین حمایت همه‌جانبه می‌کند. آقاخان یکی از قصرهای خود را در اختیار هافکین گذاشت و شخصاً از نخستین کسانی بود که از واکسین هافکین استفاده کرده و به برای پیروان خود ابلاغ کرد که باید از الگوی او پیروی نموده و واکسن تلقیحی هافکین را بپذیرند. این روش آقاخان و هافکین نتیجه مثبت داشت و به زودی آمار بهبود یافته‌گان در میان اسماعیلیان افزایش و شمار مبتلایان به طاعون کاهش پیدا کرد. هافکین به مدت دوسال در کاخ آقاخان به کارهای خود ادمه داد و سرانجام دولت هند متقاعد شد که برنامه‌های او مؤثر است و آن را در چوکات یک قرارداد رسمی پذیرفت.

## کشف واکسن
هافکیندر بمبئی و در یک آزمایشگاه کوچک و دستیارانی آموزش‌ندیده، به ساخت واکسن پرداخت. در دسامبر ۱۸۹۶ هافکین با آزمایش واکسن خود روی خرگوش توانست واکسن طاعون را بیابد. او در ۱۰ ژانویه سال ۱۸۹۷ واکسن را به خودش تزریق کرد. در آغاز دچار تب شدید شد ولی پس از چند روز حالش خوب شد. آزمایش موفقیت‌آمیز واکسن روی زندانیان یک زندان باعث باعث تسریع تولید و آزمایش واکسن شد و هافکین از آزمایشگاه کوچک به یک خانه متعلق به دولت و سپس به یک عمارت بزرگ کاخ مربوط به آقاخان منتقل شد. گفتنی است که حمایت آقاخان سوم در پیشبرد کار هافکین نقش به سزای داشته‌است چون دولت وقت به پیشنهادهای هافکین نه تنها که بی‌توجه بود بلکه موانع و مشکلاتی را نیز ایجاد کرده بودند. در عرض یک سال صدها هزار نفر از واکسن هافکین استفاده کردند و از بیماری نجات یافتند. به دنبال این پیروزی، ملکه ویکتوریا به او لقب شوالیه داد و هافکین در دسامبر ۱۹۰۱ رئیس آزمایشگاه پژوهش‌های طاعون در خانه دولت در محله پارِل در بمبئی شد. در این خانه، او امکانات تازه و ۵۳ کارمند در اختیار داشت.

## افول
در مارس ۱۹۰۲ در روستای مولکووال در پنجاب، ۱۹ نفر پس از واکسن کزاز هافکین جان خود را از دست دادند. حال ۸۸ نفر دیگر که آن روز واکسن زده بودند خوب بود. شواهد مربوط به ترکیب مهلک شیشه ۵۳N بود که ۴۱ روز پیش در آزمایشگاه پارل تهیه شده بود. دولت هند کمیته‌ای را مأمور بررسی کرد. آنها پی بردند هافکین روش استریل کردن واکسن طاعون را تغییر داده و به جای اسید کربولیک (فنول) از حرارت استفاده کرده بود تا سرعت تولید را بالا ببرد. در سال ۱۹۰۲ این کمیته نتیجه گرفت شیشه ۵۳N در آزمایشگاه هافکین در پارل آلوده بوده‌است. هافکین از مدیریت آزمایشگاه طاعون برکنار و از خدمت در دولت هند منفصل شد. این موضوع باعث بدنامی هافکین شد؛ بنابراین او هند را ترک کرد و به لندن رفت. وی در آنجا برای اعاده حیثیت خود تلاش کرد.
در سال ۱۹۰۶ دولت هند در گزارش نهایی خود، هافکین را مقصر شناخت. پزشکان دیگری چون دبلیو. جی. سیمپسون و رونالد راس تلاش کردند با استدلال‌های پزشکی، هافکین را تبرئه کنند. با تلاش این دو، پارلمان بریتانیا در جریان موضوع قرار گرفت و در نوامبر ۱۹۰۷ از هافکین رفع اتهام شد. دولت بریتانیا انفصال هافکین از کار در دولت هند را مرخصی محسوب کرد و او را ریاست آزمایشگاه زیست‌شناسی کلکته گماشت. اما او از هرگونه کارآزمایی منع شد و فقط می‌توانست پژوهش نظری انجام دهد. او بارها از دولت هند درخواست آزمایش یک واکسن تازه با میکروب کشته شده را داد. اما دولت هند، درخواست او را رد کرد.

## پایان عمر
هافکین در سال ۱۹۱۴ از خدمت در دولت هند بازنشسته شد و به فرانسه رفت. او باقی عمر خود را وقف دین یهودیت کرد. او گرایش بنیادگرایانه پیدا کرد و بنیادی را برای گسترش تعالیم یهودی در اروپای شرقی بنیان گذاشت. هافکین هرگز ازدواج نکرد و سال‌های پایانی عمر خود را در تنهایی در لوزان سوئیس زندگی کرد.